# Zita-Eva Funkenhauser
Zita-Eva Funkenhauser (Satu Mare, 1º luglio 1966) è un'ex schermitrice tedesca, vincitrice di due medaglie d'oro, una d'argento ed una di bronzo nella scherma ai giochi olimpici. Vincitrice anche di una Coppa del Mondo di scherma.
È la sorella di Hedwig Funkenhauser.